# Holstebro
Holstebro és una ciutat danesa de la península de Jutlàndia, és la capital del del municipi de Holstebro que forma part de la regió de Midtjylland, ambdós creats l'1 de gener del 2007 com a part d'una reforma territorial.
El riu Storå travessa la ciutat i als afores forma l'embassament conegut com a Vandkraftsøen o també Holstebro Sø (llac de Holstebro). Holstebro és un important centre comercial, el centre és una illa per a vianants, i compta amb indústria alimentària, de fabricació de productes de ferro, maquinària, fusta i mobles, tèxtil i química.

## Història
La ciutat va sorgir a partir de l'existència d'un gual per travessar el riu Storå, més tard es va bastir un pont, i d'aquí la part final del seu nom (Bro significa pont en danès). El nom ha anat variant al llarg de la història, Holstatbro (1274), Holstathbroo (1340), Holstebroff (1418), Holstebrow (1638) i Holstebro (1844).
Els vestigis més antics de l'existència d'un poblament de la zona són de l'edat mitjana, es tracta de fragments de terrissa trobats al centre de la ciutat i que han estat datades a la dècada del 1100. Tanmateix la primera prova documental no la trobem fins al 1274, no hi ha massa documents històrics a causa dels grans incendis que ha patit la ciutat. El gran incendi del 1552 va cremar l'ajuntament i l'arxiu de la ciutat. Les construccions de fusta van ser habituals fins al segle xix i això ha fet que no quedin construccions anteriors.
A mitjans del segle xix va començar una etapa d'industrialització a la ciutat, es va construir un port a Struer entre 1854 i 1855 i un enllaç ferroviari amb Struer el 1866. El 1854 es va fundar l'escorxador de la ciutat i el 1869 la manufactura de tabac, encara activa. El 1862 es va iniciar la indústria del ferro que durant molts anys seria la indústria més important de l'antic comtat de Ringkjøbing. El 1896 es va establir la foneria Vald. Birn, avui dia encara activa.

## Persones il·lustres
- Peter Heine Nielsen (1973), Gran Mestre d'escacs
- Morten Skoubo (1980), futbolista.